# Accentuerade personlighetsdrag
Accentuerade personlighetsdrag är en diagnos inom normalpsykologin som kan vara orsak till att personer söker sig till vården. ICD-10 räknar accentuerade personlighetsdrag som Problem som har samband med svårigheter att kontrollera livssituationen (Z73.1), och därmed inte som en psykisk störning.

## Avgränsning och karaktär
Skillnaden mellan accentuerade personlighetsdrag och personlighetsstörning, är huruvida accentueringen i förhållande till den direkta situationen där accentueringen uppträder är befogad, samt att det accentuerade personlighetsdraget inte ingår i en mer komplex accentuering av flera personlighetsdrag. Både accentuerade personlighetsdrag och personlighetsstörningar kan ofta förklaras i ljuset av personlighetsutvecklingen, men vid personlighetsstörningar är accentueringarna situationsoberoende och varaktiga.
Accentuerade personlighetsdrag är mindre komplexa än personlighetsstöringar; personlighetsstörningar har fler accentuerade personlighetsdrag, och diagnosen togs fram för att skilja mellan fullt utblommad störning (personlighetsstörning) och vissa avsteg från normaliteten. Detta berodde på att man uppfattar en psykisk störning som ytterligheten på en skala mellan normalt och onormalt. För gråzonen däremellan lanserades denna term. ICD-10 anger specifikt att det avser karaktärsdrag som finns i så kallat typ A-beteende, det vill säga en statusinriktad person med aggressiva drag, otålighet och som ofta företar sig simultana aktiviteter. En sådan personlighet har många människor under en period av livet, i vissa omständigheter, eller mera varaktigt. Personligheten är förknippad med bland annat utveckling av stress och utbrändhet (psykologin anser typ B-beteende mera psykiskt och fysiskt fördelaktigt).
Personlighetstester som används vid diagnoser brukar därför räkna antalet accentuerade personlighetsdrag. En tävlingsinriktad människa har därför heller inte en narcissistisk eller antisocial personlighetsstörning, så länge som personlighetsdraget inte uppträder tillsammans med hänsynslöshet, oförmåga att följa sociala normer, eller oförmåga att känna skuld.